# Parque gráfico

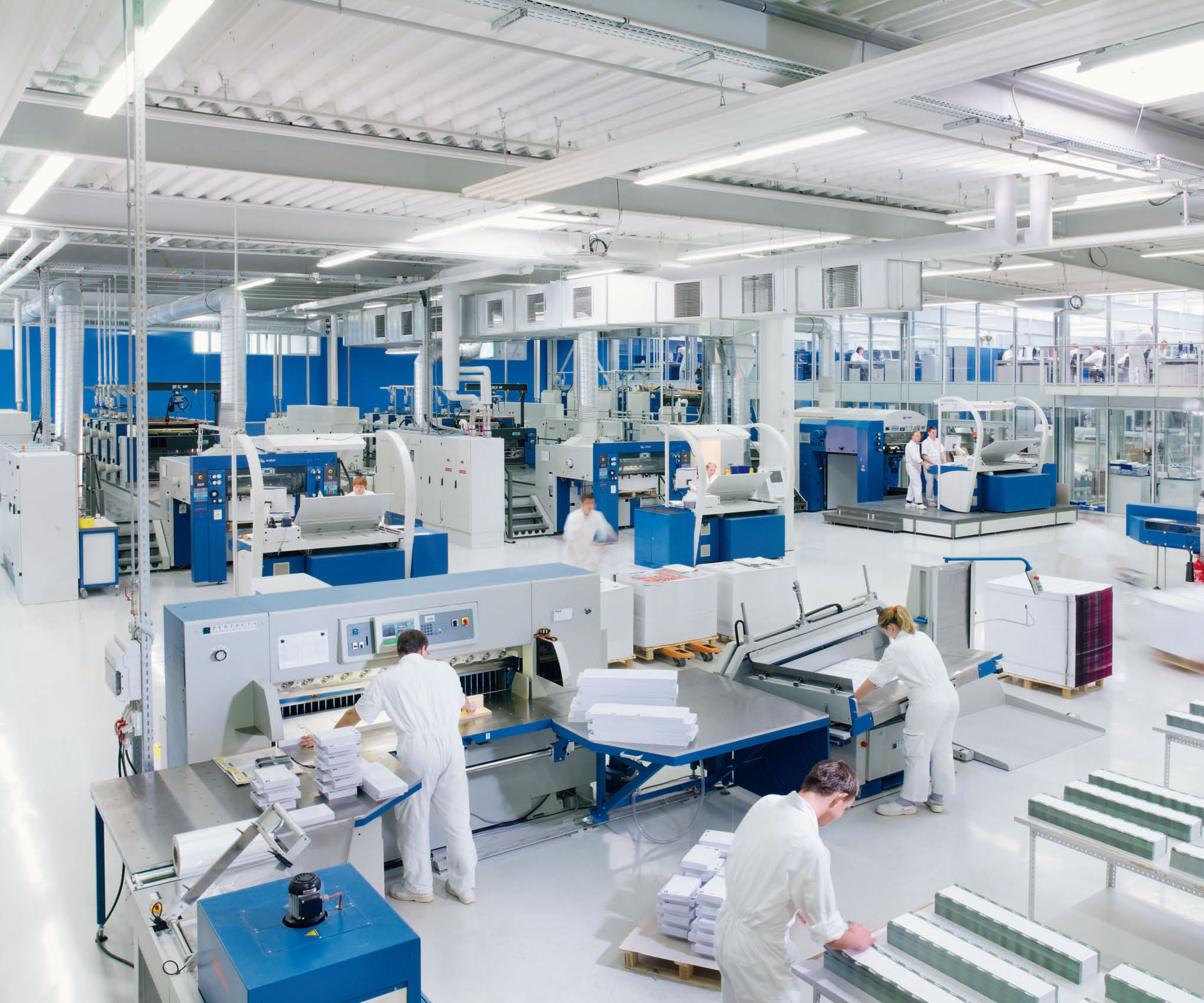
Parque gráfico na Alemanha

Parque gráfico é um conjunto de empresas gráficas de uma companhia, cidade, estado ou país. Engloba todos os maquinários necessários para a produção (da impressão ao acabamento) de livros, revistas, jornais e outros tipos de impressos.

## No Brasil
Com a modernização do Brasil na década de 1950 e o consequente desenvolvimento da indústria local, o setor gráfico cresceu 143% no período. O parque gráfico brasileiro foi capaz então de iniciar sua renovação na primeira metade da década de 1960, ampliando ainda mais a atividade editorial no país. Já na década de 1970 as gráficas haviam migrado dos antigos linotipos para os modernos equipamentos de fotocomposição. Parte desta renovação deve-se a medidas como taxa de câmbio especial para importação, isenção de taxas alfandegárias para máquinas destinadas à produção de livros, além da isenção de taxas na produção de livros estabelecida pela Constituição de 1967.
Um dos maiores parques gráficos da América Latina está situado em São Paulo, e pertence ao Grupo Abril.